# Kraftwerk Schiffmühle
Das Kraftwerk Schiffmühle ist ein Laufwasserkraftwerk an der Limmat in Untersiggenthal im Kanton Aargau. Es gehört der Limmatkraftwerke AG (LKW), einer Tochtergesellschaft der Regionalwerke AG Baden (RWB).

## Vorgeschichte
Die Nutzung der Wasserkraft in der Schiffmühle dürfte bis ins 13. Jahrhundert zurückreichen. Beim heutigen Areal Schiffmühle wurde zwischen 1551 und 1555 eine Schiffmühle in Betrieb genommen, die auf der Limmat schwamm. Ein Wasserrad war wegen der Wasserspiegelschwankungen auf einem Schiff montiert.
Im 17. Jahrhundert wurde die Schiffmühle auf der Limmat durch ein am Flussufer stehendes Mühlengebäude ersetzt (ein Balken in der Mühle trägt die Jahrzahl 1658). Wegen des allgemeinen Rückgangs der Getreideproduktion in der zweiten Hälfte des 19. Jahrhunderts musste die Untersiggenthaler Schiffmühle ihren Mahlbetrieb einstellen.

## Geschichte

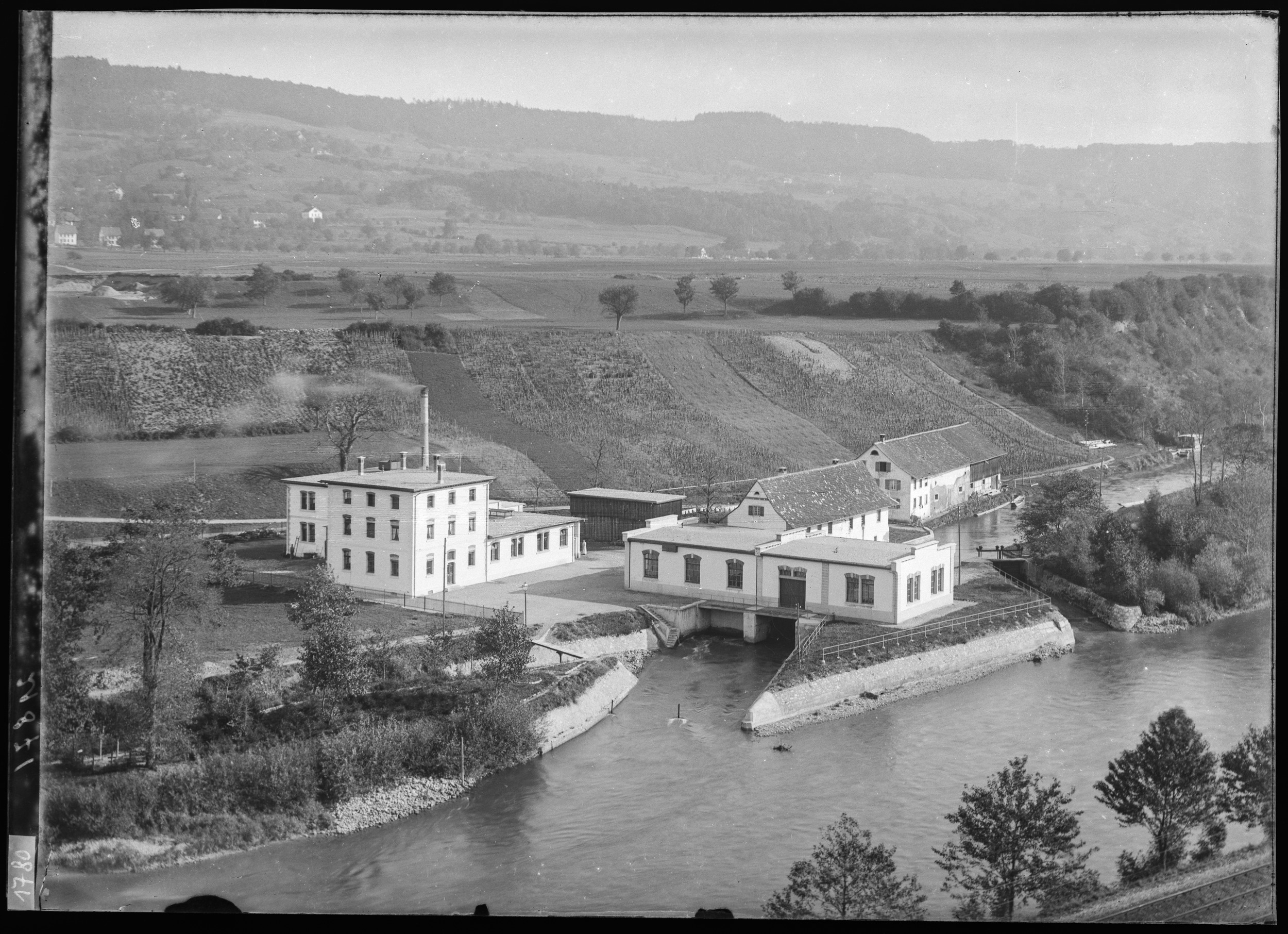
Kraftwerk Schiffmühle und elektrochemische Fabrik 1899

1854 kaufte der Besitzer der ersten Spinnerei (bis 1858 grösste Spinnerei der Schweiz) in Turgi, Rudolf Bebié, die Schiffmühle. Neben der von 1826 bis 1836 erbauten Spinnerei (bis 1962 betrieben) entstand 1828 das Kraftwerk Turgi (1905 elektrifiziert), dem 1854 ein zweites in der Schiffmühle folgte.
Die Schiffmühle wurde 1890 vom Spinnereibesitzer Peter Zai-Kappeler (1855–1936) in ein kleines Elektrizitätswerk umgebaut, das zuerst mit einem grossen Wasserrad betrieben wurde. Von der Schiffmühle bis zur 1889/90 erstellten Haushaltwarenfabrik W. Egloff & Co. (später BAG Turgi) neben dem Bahnhof Turgi (1972 abgebrochen) wurde eine Kraftübertragungsleitung gebaut. Dank dieser Wasserkraft war Egloff eine der ersten Fabriken in der Region, die sich nicht mehr am Fluss befanden.
1892 erzeugte ein Generator in der Schiffmühle erstmals elektrische Energie. 1895 wurde eine 700-PS-Turbine installiert, zwei ähnliche folgten bis 1917. Die Energie wurde nicht nur in der Metallwarenfabrik verwendet, sondern auch mit Übertragungsleitungen zu einer Ziegelhütte in Birmenstorf und zur Zementfabrik Lägern in Oberehrendingen gebracht.
Peter Zai-Kappeler gründete 1895 die «Gesellschaft für elektrochemische Industrie AG» mit Sitz in Turgi und Produktionsbetrieb in der Schiffmühle auf Untersiggenthaler Boden. Das Werk war auf elektrolytische Verfahren spezialisiert und verarbeitete Kochsalz aus den Salinen am Rhein zu Chlorprodukten (Unkrautvernichtungsmittel «Tursal» aus Natriumchlorat). Das Elektrizitätswerk Schiffmühle versorgte später die Gemeinde Untersiggenthal mit Strom.
Eine umfangreiche Erneuerung fand 1932 statt. Die «Gesellschaft für elektrochemische Industrie» änderte 1957 ihren Namen auf «Elektrochemie Turgi» und befand sich um 1960 auf ihrem konjunkturellen Höhepunkt, als die Turbinenanlage mit dem heute noch bestehenden Maschinenhaus durch ein modernes Laufkraftwerk ersetzt wurde. 
Die Selbständigkeit des Unternehmens endete 1973 mit dem Verkauf an die Chemische Fabrik Uetikon. Die neue Besitzerin stellte 1987 das Elektrolyseverfahren in der Schiffmühle ein und verkaufte das Kraftwerk an das Aargauische Elektrizitätswerk (AEW). Seit 1995 wird es von den Limmatkraftwerken AG betrieben.
Mit der Neukonzessionierung im Jahr 2011 wurde die abzugebende Restwassermenge erhöht. Um diese Restwassermenge mittels einer Dotierturbine für die Erzeugung erneuerbarer elektrischer Energie nutzen zu können, wurde von 2011 bis 2013 ein Dotierkraftwerk im Bereich der bestehenden Stauklappe (bei der KVA beziehungsweise ARA Turgi) gebaut. Die bestehende Fischtreppe wurde durch eine neue Fischaufstiegshilfe ersetzt. Dazu kamen Renaturierungs- und Aufwertungsmassnahmen (zwei künstlich geschaffene Inseln im Oberwasserbereich) an der Limmat in Turgi und Untersiggenthal.

## Heutige Produktion
Das Hauptkraftwerk Schiffmühle verfügt über drei Maschinengruppen mit drei vertikalen Kaplan-Turbinen (Leistung 2 × 1,3 MW und 1 × 0,86 MW, maximale Wassernutzung 95 m³/s. Bruttofallhöhe 3,2 m, mittlere Jahresproduktion 17 GWh). Das Dotierkraftwerk besitzt eine Kegelradrohrturbine (Leistung 0,5 MW, maximale Wassernutzung 14 m³/s, Bruttofallhöhe 3,17 m, mittlere Jahresproduktion 1,9 GWh).
Mit seiner gesamten Stromproduktion von 18,9 GWh versorgt das KW Schiffmühle rund 4200 Haushalte mit erneuerbarer Energie.